# Habib Chaab
Habib Farajollah Chaab, connu sous le nom de Habib Asiod ou Habib Kaabi (en persan : حبیب اسیود), né le 1er juillet 1973 à Chouchtar et mort le 6 mai 2023 à Téhéran, est un militant politique iranien de nationalité suédoise, fondateur et ancien dirigeant du mouvement de lutte arabe pour la libération d'Ahwaz. 
En octobre 2020, après avoir vécu en exil en Suède pendant quatorze ans, il se rend en Turquie où il est enlevé et envoyé clandestinement en Iran. Des sources de sécurité turques affirment que les services de renseignement iraniens sont à l'origine de l'enlèvement.
Il est condamné en mars 2023 puis exécuté par pendaison en mai, après avoir été accusé d'avoir organisé l'attentat d'Ahvaz contre un défilé militaire.